# Britain’s Got Talent (Staffel 4)
Die vierte Staffel von Britain’s Got Talent wurde vom 17. April bis zum 5. Juni 2010 auf dem britischen Fernsehsender ITV ausgestrahlt. Der Sieger der Staffel ist die Akrobatik-Gruppe Spelbound. Zweiter wurde das Tanzduo Twist and Pulse und den dritten Platz belegte der damals dreizehnjährige Schlagzeuger Kieran Gaffney, welcher im Vorjahr schonmal auftrat, aber es nicht ins Halbfinale schaffte.
Die sechste Audition-Show wurde im Fernsehen wegen des Finales der UEFA Champions League 2009/10 auf den nächsten Tag verschoben. Die Jurymitglieder blieben, wie im Vorjahr, die gleichen. Die Moderation ebenfalls. Allerdings wurde in einer Audition-Show Simon Cowell durch Louis Walsh ersetzt, da Cowell an diesem Tag erkrankte. Somit war dies die erste Show, welche er verpasste. Die Auditions fanden in dem Jahr in Manchester, Glasgow, Birmingham, London, Cardiff und in Newcastle upon Tyne statt.

## Kandidatenliste
Die folgenden Kandidaten, welche hier aufgelistet werden, wurde in einer Extra-Sendung von der Jury ins Halbfinale gewählt. Manche wurden im Halbfinale von der Jury oder von den Zuschauern ins Finale gewählt.
| Name                      | Alter   | Genre                   | Talent                          | Ergebnis         |
| ------------------------- | ------- | ----------------------- | ------------------------------- | ---------------- |
| A3                        | 13-19   | Tanz                    | Tanztrio (Brüder)               | Halbfinalisten   |
| Alesia Vazmitsel          | 30      | Tanz                    | Pole-Tänzerin                   | Halbfinalistin   |
| Chloe Hickinbottom        | 10      | Gesang                  | Sängerin                        | Halbfinalistin   |
| Christopher Stone         | 28      | Gesang                  | Sänger                          | Finalist         |
| Connected                 | 13-15   | Gesang                  | Boyband                         | Finalisten       |
| Dance Flavourz            | 22-37   | Tanz                    | Samba & Bollywood Tanzgruppe    | Halbfinalisten   |
| Emile Harris              | 17      | Gesang                  | Sänger                          | Halbfinalist     |
| Father & Son              | 26 & 53 | Gesang                  | Vater/Sohn-Gesangsduo           | Halbfinalisten   |
| Ice                       | 12-18   | Tanz                    | Street Dance-Gruppe             | Halbfinalisten   |
| Janey Cutler              | 81      | Gesang                  | Sängerin                        | Finalistin       |
| Jimmy Forde               | 75      | Tanz                    | Irischer Tanz                   | Halbfinalist     |
| Josh Barry                | 16      | Gesang                  | Sänger                          | Halbfinalist     |
| Kev Orkian                | 36      | Comedy / Gesang / Musik | Comedy-Sänger & Comedy-Pianist  | Halbfinalist     |
| Kevin Cruise              | 33      | Unterhaltung            | Entertainer                     | Halbfinalist     |
| Kieran Gaffney            | 13      | Musik                   | Schlagzeuger                    | Drittplatzierter |
| Liam McNally              | 14      | Gesang                  | Sänger                          | Finalist         |
| Mark James                | 30      | Gesang                  | „Halb-Halb“ Dragqueen-Sänger    | Halbfinalist     |
| Maxxie Oliver             | 21      | Unterhaltung            | Dragqueen-Sänger                | Halbfinalist     |
| Michael Fayombo Jr. & Sr. | 14 & 38 | Tanz                    | Michael-Jackson-Tänzer          | Halbfinalisten   |
| Myztikal                  | 10-30   | Gesang / Tanz           | Gesangs und Street Dance-Gruppe | Halbfinalisten   |
| Neil Fullard              | 42      | Gesang                  | Sänger                          | Halbfinalist     |
| Olivia Archbold           | 14      | Gesang                  | Sängerin                        | Halbfinalistin   |
| Paul Burling              | 40      | Comedy                  | Imitator                        | Finalist         |
| Peridot                   | 21-27   | Tanz                    | Street Dance-Gruppe             | Halbfinalisten   |
| Philip Grimmer            | 57      | Tanz                    | Dragqueen-Tänzer                | Halbfinalist     |
| Ruby Girls                | 19-25   | Tanz                    | Tanzgruppe                      | Halbfinalisten   |
| Sean Sheehan              | 66      | Unterhaltung / Sänger   | Holzschneider & Sänger          | Halbfinalist     |
| Spelbound                 | 12-24   | Akrobatik               | Akrobatik-Gruppe                | Sieger           |
| Starburst                 | 9-13    | Tanz                    | Tanzgruppe                      | Halbfinalisten   |
| Stevie Starr              | 57      | Unterhaltung / Gefahr   | Professioneller Regurgitator    | Halbfinalist     |
| Taboo                     | 7-23    | Tanz                    | Street Dance-Gruppe             | Halbfinalisten   |
| Team Shaolin              | 8-29    | Tanz                    | Martial-Arts-Gruppe             | Halbfinalisten   |
| The Arrangement           | 17-18   | Musik / Comedy          | Comedy-Musicalband (Klassik)    | Halbfinalisten   |
| The Chippendoubles        | 30-48   | Unterhaltung / Tanz     | Imitatoren                      | Halbfinalisten   |
| The Fusion                | 15-30   | Tanz                    | Tanzgruppe                      | Halbfinalisten   |
| Three Bee                 | 18-30   | Tanz                    | Bollywood-Tanzgruppe            | Halbfinalisten   |
| Tina and Chandi           | 37 & 11 | Tier / Tanz             | Hundetanz                       | Finalisten       |
| Tobias Mead               | 22      | Tanz                    | Tänzer                          | Finalist         |
| Twist and Pulse           | 18 & 19 | Tanz                    | Tanzduo                         | Zweitplatzierte  |
| Tyler Patterson           | 10      | Tanz                    | Street Dancer                   | Halbfinalist     |

## Halbfinale

### Erstes Halbfinale
Das erste Halbfinale fand am 31. Mai 2010 statt.
In der Pause trat die Tanzgruppe Diversity auf.
| Start Nr. | Name            | Talent                       | Ergebnis                                                        | Anmerkungen                                           |
| --------- | --------------- | ---------------------------- | --------------------------------------------------------------- | ----------------------------------------------------- |
| 1         | Three Bee       | Bollywood-Tanzgruppe         | ausgeschieden                                                   |                                                       |
| 2         | Olivia Archbold | Sängerin                     | ausgeschieden / Zu wenig Jurystimmen                            |                                                       |
| 3         | Kevin Cruise    | Entertainer                  | ausgeschieden                                                   | Buzzer von Simon Cowell                               |
| 4         | Stevie Starr    | Professioneller Regurgitator | ausgeschieden                                                   |                                                       |
| 5         | Tobias Mead     | Tänzer                       | Zweitplatzierter / Finalist durch Jurystimmen                   | Stimme von Simon Cowell, Amanda Holden & Piers Morgan |
| 6         | Sean Sheehan    | Holzschneider & Sänger       | ausgeschieden                                                   | Buzzer von Simon Cowell & Amanda Holden               |
| 7         | Josh Barry      | Sänger                       | ausgeschieden                                                   |                                                       |
| 8         | Spelbound       | Akrobatik-Gruppe             | Sieger der Halbfinalshow / Finalisten durch das Zuschauervoting |                                                       |

### Zweites Halbfinale
Das zweite Halbfinale fand am 1. Juni 2010 statt.
In der Pause trat die Sängerin Alicia Keys mit dem Lied „Try Sleeping with a Broken Heart“ auf.
| Start Nr. | Name                      | Talent                         | Ergebnis                                                        | Anmerkungen                            |
| --------- | ------------------------- | ------------------------------ | --------------------------------------------------------------- | -------------------------------------- |
| 1         | Taboo                     | Street Dance-Gruppe            | ausgeschieden                                                   |                                        |
| 2         | Neil Fullard              | Sänger                         | ausgeschieden / Zu wenig Jurystimmen                            | Stimme von Amanda Holden               |
| 3         | Ruby Girls                | Tanzgruppe                     | ausgeschieden                                                   |                                        |
| 4         | Connected                 | Boyband                        | Zweitplatzierte / Finalisten durch Jurystimmen                  | Stimme von Simon Cowell & Piers Morgan |
| 5         | Kev Orkian                | Comedy-Sänger & Comedy-Pianist | ausgeschieden                                                   | Buzzer von Simon Cowell & Piers Morgan |
| 6         | Michael Fayombo Jr. & Sr. | Michael Jackson-Tänzer         | ausgeschieden                                                   |                                        |
| 7         | Tina and Chandi           | Hundetanz                      | Sieger der Halbfinalshow / Finalisten durch das Zuschauervoting |                                        |
| 8         | Maxxie Oliver             | Dragqueen-Sänger               | ausgeschieden                                                   | Buzzer von Simon Cowell                |

### Drittes Halbfinale
Das dritte Halbfinale fand am 2. Juni 2010 statt.
In der Pause trat die Sängerin Pixie Lott mit dem Lied „Turn It Up“ auf.
| Start Nr. | Name               | Talent                       | Ergebnis                                                      | Anmerkungen                             |
| --------- | ------------------ | ---------------------------- | ------------------------------------------------------------- | --------------------------------------- |
| 1         | Starburst          | Tanzgruppe                   | ausgeschieden                                                 |                                         |
| 2         | Chloe Hickinbottom | Sängerin                     | ausgeschieden                                                 |                                         |
| 3         | Philip Grimmer     | Dragqueen-Tänzer             | ausgeschieden                                                 |                                         |
| 4         | Paul Burling       | Imitator                     | Sieger der Halbfinalshow / Finalist durch das Zuschauervoting |                                         |
| 5         | The Arrangement    | Comedy-Musicalband (Klassik) | ausgeschieden                                                 |                                         |
| 6         | Jimmy Forde        | Irischer Tanz                | ausgeschieden                                                 |                                         |
| 7         | Christopher Stone  | Sänger                       | Zweitplatzierter / Finalist durch Jurystimmen                 | Stimme von Amanda Holden & Piers Morgan |
| 8         | Peridot            | Street Dance-Gruppe          | ausgeschieden / Zu wenig Jurystimmen                          | Stimme von Simon Cowell                 |

### Viertes Halbfinale
Das vierte Halbfinale fand am 3. Juni 2010 statt.
In der Pause trat die Sängerin Miley Cyrus mit dem Lied „Can't Be Tamed“ auf.
| Start Nr. | Name            | Talent                       | Ergebnis                                                          | Anmerkungen                             |
| --------- | --------------- | ---------------------------- | ----------------------------------------------------------------- | --------------------------------------- |
| 1         | Ice             | Street Dance-Gruppe          | ausgeschieden                                                     |                                         |
| 2         | Tyler Patterson | Street Dancer                | ausgeschieden                                                     |                                         |
| 3         | Emile Harris    | Sänger                       | ausgeschieden                                                     | Buzzer von Amanda Holden & Piers Morgan |
| 4         | Twist and Pulse | Tanzduo                      | Zweitplatzierte / Finalisten durch Jurystimmen                    | Stimme von Amanda Holden & Piers Morgan |
| 5         | Team Shaolin    | Martial Arts-Gruppe          | ausgeschieden                                                     |                                         |
| 6         | Mark James      | „Halb-Halb“ Dragqueen-Sänger | ausgeschieden                                                     | Buzzer von Simon Cowell                 |
| 7         | The Fusion      | Tanzgruppe                   | ausgeschieden / Zu wenig Jurystimmen                              | Stimme von Simon Cowell                 |
| 8         | Janey Cutler    | Sängerin                     | Siegerin der Halbfinalshow / Finalistin durch das Zuschauervoting |                                         |

### Fünftes Halbfinale
Das fünfte Halbfinale fand am 4. Juni 2010 statt.
In der Pause trat die Boyband JLS mit dem Lied „The Club Is Alive“ auf.
| Start Nr. | Name               | Talent                          | Ergebnis                                                      | Anmerkungen                            |
| --------- | ------------------ | ------------------------------- | ------------------------------------------------------------- | -------------------------------------- |
| 1         | The Chippendoubles | Imitatoren                      | ausgeschieden                                                 | Buzzer von Simon Cowell & Piers Morgan |
| 2         | Liam McNally       | Sänger                          | Zweitplatzierter / Finalist durch Jurystimmen                 | Stimme von Simon Cowell & Piers Morgan |
| 3         | Alesia Vazmitsel   | Pole-Tänzerin                   | ausgeschieden                                                 |                                        |
| 4         | Myztikal           | Gesangs und Street Dance-Gruppe | ausgeschieden                                                 |                                        |
| 5         | Dance Flavourz     | Bollywood-Tanzgruppe            | ausgeschieden                                                 |                                        |
| 6         | Father & Son       | Vater/Sohn-Gesangsduo           | ausgeschieden                                                 | Buzzer von Simon Cowell                |
| 7         | A3                 | Tanztrio (Brüder)               | ausgeschieden / Zu wenig Jurystimmen                          | Stimme von Amanda Holden               |
| 8         | Kieran Gaffney     | Schlagzeuger                    | Sieger der Halbfinalshow / Finalist durch das Zuschauervoting |                                        |

## Finale
Das Finale fand am 5. Juni 2010 statt.
In den Pausen traten der Sänger Usher mit dem Lied „OMG“ und Dizzee Rascal & James Corden mit dem Lied „Shout“ auf.
| Start Nr. | Name              | Talent           | Ergebnis |
| --------- | ----------------- | ---------------- | -------- |
| 1         | Twist and Pulse   | Tanzduo          | Platz 2  |
| 2         | Liam McNally      | Sänger           | Platz 10 |
| 3         | Paul Burling      | Imitator         | Platz 5  |
| 4         | Christopher Stone | Sänger           | Platz 7  |
| 5         | Tina and Chandi   | Hundetanz        | Platz 4  |
| 6         | Connected         | Boyband          | Platz 8  |
| 7         | Kieran Gaffney    | Schlagzeuger     | Platz 3  |
| 8         | Tobias Mead       | Tänzer           | Platz 6  |
| 9         | Janey Cutler      | Sänger           | Platz 9  |
| 10        | Spelbound         | Akrobatik-Gruppe | Sieger   |